# Béthonvilliers
Béthonvilliers és un municipi francès, situat al departament de l'Eure i Loir i a la regió de Centre – Vall del Loira. L'any 2007 tenia 139 habitants.

## Demografia

### Població
El 2007 la població de fet de Béthonvilliers era de 139 persones. Hi havia 49 famílies, de les quals 8 eren unipersonals (8 homes vivint sols), 21 parelles sense fills, 16 parelles amb fills i 4 famílies monoparentals amb fills.
La població ha evolucionat segons el següent gràfic:
Habitants censats

### Habitatges
El 2007 hi havia 83 habitatges, 51 eren l'habitatge principal de la família, 24 eren segones residències i 7 estaven desocupats. Tots els 83 habitatges eren cases. Dels 51 habitatges principals, 43 estaven ocupats pels seus propietaris i 8 estaven llogats i ocupats pels llogaters; 7 tenien dues cambres, 7 en tenien tres, 9 en tenien quatre i 28 en tenien cinc o més. 40 habitatges disposaven pel capbaix d'una plaça de pàrquing. A 19 habitatges hi havia un automòbil i a 31 n'hi havia dos o més.

### Piràmide de població
La piràmide de població per edats i sexe el 2009 era:
| Homes | Edats   | Dones |
| ----- | ------- | ----- |
| 0     | 95 o +  | 0     |
| 0     | 90 a 94 | 0     |
| 0     | 85 a 89 | 0     |
| 4     | 80 a 84 | 0     |
| 4     | 75 a 79 | 0     |
| 4     | 70 a 74 | 12    |
| 8     | 65 a 69 | 0     |
| 0     | 60 a 64 | 0     |
| 0     | 55 a 59 | 0     |
| 4     | 50 a 54 | 8     |
| 20    | 45 a 49 | 4     |
| 0     | 40 a 44 | 8     |
| 4     | 35 a 39 | 4     |
| 4     | 30 a 34 | 4     |
| 0     | 25 a 29 | 4     |
| 8     | 20 a 24 | 12    |
| 8     | 15 a 19 | 0     |
| 0     | 10 a 14 | 4     |
| 4     | 5 a 9   | 0     |
| 4     | 0 a 4   | 0     |

## Geografia
La localitat té una extensió de 190 hectàrees i té 250 habitants. Envoltada a l'Est per Lagrange i l'oest per Menoncourt se situa als límits de la RD 83, a 10km a l'est de Belfort en direcció a l'Alsàcia. Aquesta comuna pertany a l'anomenada Grand Belfort.

## Toponímia
- Betonvelier (1295), Bettewilr (1427), Bethwiler (1579), Bethonvillier (1801).
- En alemany: Bettwiller

## Història
El 1925 va desaparèixer Richard de Belfort. La seva filla Houdiennette hereta el molí de Bethonvilliers. El poble es troba sobre el riu La Madeleine que davalla de Vosges fins a travessar les localitats de Étueffont i de Anjoutey. Aquesta situació va provocar el 1630 la divisió de la localitat en Bethonvilliers-rive-droite (dependent de la prebost de Belfort) i Bethonvilliers-rive-gauche (pertanyent al territori de Rougemont-le-Château). Aquesta distinció es va plasmar igualment a nivell religiós, ja que els habitants dels dominis de Rougemont havien d'acudir a l'església de Phaffans mentre que aquells que habitaven l'altra ribera havien estat considerats com a fidels de Sant-Germain-le-Châtelet.

## Economia
El 2007 la població en edat de treballar era de 88 persones, 68 eren actives i 20 eren inactives. De les 68 persones actives 64 estaven ocupades (33 homes i 31 dones) i 4 estaven aturades (3 homes i 1 dona). De les 20 persones inactives 7 estaven jubilades, 5 estaven estudiant i 8 estaven classificades com a «altres inactius».

### Ingressos
El 2009 a Béthonvilliers hi havia 48 unitats fiscals que integraven 134 persones, la mediana anual d'ingressos fiscals per persona era de 15.853 €.

### Activitats econòmiques
Dels 6 establiments que hi havia el 2007, 1 era d'una empresa extractiva, 1 d'una empresa de construcció, 1 d'una empresa de transport, 2 d'entitats de l'administració pública i 1 d'una empresa classificada com a «altres activitats de serveis».
L'any 2000 a Béthonvilliers hi havia 11 explotacions agrícoles que ocupaven un total de 680 hectàrees.

## Equipaments sanitaris i escolars
L'únic equipament sanitari que hi havia el 2009 era una ambulància.

## Poblacions més properes
El següent diagrama mostra les poblacions més properes.